# بادبانی‌بالگان
بادبانی‌بالگان (نام علمی: Veliferidae) نام یک تیره از راسته دهان‌گردماهی‌سانان است.